# Oulunkaari

Lage von Oulunkaari

Oulunkaari ist eine von sieben Verwaltungsgemeinschaften (seutukunta) in der finnischen Landschaft Nordösterbotten. Oulunkaari bedeutet wörtlich „Oulu-Bogen“. Dementsprechend bilden die fünf Gemeinden der Verwaltungsgemeinschaft einen Bogen nördlich und östlich des Großraums Oulu. Im Westen der Verwaltungsgemeinschaft liegt der Bottnische Meerbusen, im Norden grenzt Oulunkaari an die Provinz Lappland, im Osten an die Region Koillismaa und im Süden an die Landschaft Kainuu.
Zur Verwaltungsgemeinschaft Oulunkaari gehören folgende fünf Städte und Gemeinden:
- Ii
- Pudasjärvi
- Simo (Landschaft Lappland)
- Utajärvi
- Vaala

Ylikiiminki und Yli-Ii gehörten bis zu ihrer Eingemeindung nach Oulu 2009 bzw. 2013 als eigenständige Gemeinden zur Verwaltungsgemeinschaft Oulunkaari.